# Келог (Минесота)
Келог (енгл. Kellogg) град је у америчкој савезној држави Минесота.

## Демографија
По попису из 2010. године број становника је 456, што је 17 (3,9%) становника више него 2000. године.
| Група             | 2000.       | 2010.       |
| Белци             | 438 (99,8%) | 451 (98,9%) |
| Афроамериканци    | 0 (0,0%)    | 0 (0,0%)    |
| Азијати           | 0 (0,0%)    | 3 (0,7%)    |
| Хиспаноамериканци | 0 (0,0%)    | 1 (0,2%)    |
| Укупно            | 439         | 456         |